# Мобилизация на българската армия в 1915
Мобилизация на българската армия в 1915 година е мобилизация на българските войскови съединения в периода 11 – 30 септември 1915 година.
През есента на 1915 година става ясно, че правителството на Васил Радославов ще обвърже България с Централните сили, въпреки протеста на опозицията. На 9 септември 1915 година, след правителствено решение от предишния ден, е издаден указ № 7 на цар Фердинанд I за мобилизация под претекст за запазване от „възможни изненади“. За пръв мобилизационен ден е определен 11 септември.
Някои партии като БРСДП (т.с.) и БЗНС водят активна антивоенна пропаганда. Под влиянието им на места избухват бунтове. Най-големи са те при 27 Чепински полк. Общо взето българската войска запазва високия си дух и боеспособност. За главнокомандващ е назначен генерал Никола Жеков, а за началник-щаб – генерал Константин Жостов. Щабът на армията съсредоточава повечето от армията по сръбската и гръцката граница, но освен това отделя сили и на север към Румъния.
Мобилизирани са около 685 000 войници, но това число се оспорва от някои историци. До края на войната под знамената са свикани близо 900 – 950 000 души – голяма и непосилна за издръжка от икономиката армия. Това е 20 % от цялото население. Мобилизацията се извършва на териториален принцип. Сформирани са 11 дивизии, повечето от които са групирани в две армии – Първа и Втора. По-късно се формират още 3 дивизии – 12 Сборна, 13 Сборна и Планинската дивизия. С цел евентуална защита от страна на Румъния Четвърта Преславска дивизия е съсредоточена на добруджанската граница и тя е в основата на Трета армия, която защитава дунавския бряг, сухопътната граница с Румъния и черноморското крайбрежие. По-късно е сформирана и Четвърта армия, дислокирана около беломорското крайбрежие.
В кампанията против Сърбия участват Първа и Втора армия, а останалите части охраняват границите с Румъния и Гърция, които още не са се определили на чия страна да застанат. Българската армия успява да освободи Македония и Добруджа, но в крайна сметка България и съюзниците и губят войната.